# Glyphostomoides
Glyphostomoides is een geslacht van weekdieren uit de klasse van de Gastropoda (slakken).

## Soort
- Glyphostomoides queenslandica (Shuto, 1983)